# Grand Resort Bad Ragaz AG
Die Grand Resort Bad Ragaz AG ist die Betreibergesellschaft der in Bad Ragaz gelegenen Thermalbäder und des Grand Resort Bad Ragaz mit den Grand-Hotels «Quellenhof & Spa Suites» und «Hof Ragaz» mit sämtlichen Dependancen, allen übrigen der genannten Gesellschaft gehörenden, in den Gemeinden Bad Ragaz und Pfäfers befindlichen Liegenschaften. Dazu gehören Wasserwerks- und Elektrizitätsanlagen der Tamina, sowie allen anderen zugehörigen Nebengewerben und Betrieben, der Bezug von Quellwasser aus der Therme Pfäfers für die Nutzung zu Therapie-, Bade-, Trink- und Heizzwecken sowie die Benutzung der entsprechenden Objekte und Betriebseinrichtungen gemäss der Konzession des Kantons St. Gallen vom 30. April 2003.
Dazu gehören auch das Medizinische Zentrum und die Rehabilitationsklinik Clinic Bad Ragaz, die zwei Golfplätze Bad Ragaz und Heidiland, die beiden Tochtergesellschaften Tamina Therme und das Casino Bad Ragaz sowie die eigenständigen Hotels Palais Bad Ragaz und das Schloss Wartenstein zur Gruppe. Auch ist die Grand Resort Bad Ragaz AG an den Liechtensteiner Casinos «Casino Admiral» in Ruggell und Triesen im Fürstentum Liechtenstein beteiligt. Das grösste Kasino in Liechtenstein, das Kasino in Ruggell, erwirtschaftete für die AG 2019 einen Reingewinn von 6 Millionen Franken. Ohne die Kasino-Aktivitäten in Liechtenstein wäre die AG in die «Roten Zahlen» gerutscht, auch angesichts der Tatsache, dass das Hotel Quellenhof 2019 für fünf Monate geschlossen hatte.
Im Geschäftsjahr 2019 lag der Umsatz bei 106,6 Millionen Franken und somit 1,8 Prozent unter dem Vorjahr. Der konsolidierte Reingewinn lag bei 3 Millionen Franken. Es wurden 23'940 Aktien zum Nominalwert von 1000 Franken ausgegeben. Der Kurs am letzten Handelstag 2019 betrug 4700 Franken. Am Jahresende wurden 1119 Aktionäre angegeben.
2018 hielt Verwaltungsrat Thomas Schmidheiny 84,9 % des Aktienkapitals der Gruppe.